# Tecnolibertarismo
El tecnolibertarismo (a veces referido como ciberlibertarismo) es una filosofía política con raíces en la cultura de los primeros hackers cypherpunk de Internet en Silicon Valley a principios de la década de 1990 y en el libertarismo estadounidense. La filosofía se centra en minimizar la regulación gubernamental, la censura o cualquier otra cosa en el camino de una World Wide Web "libre". En este caso, la palabra "gratis" se refiere al significado de libre (sin restricciones), no gratis (sin costo). Los ciber-libertarios adoptan jerarquías fluidas y meritocráticas (que se cree que son mejor atendidas por los mercados). El ciberlibertario más conocido es Julian Assange. El término tecnolibertario fue popularizado en el discurso crítico por la escritora de tecnología Paulina Borsook.
Los principios tecnolibertarios se definen como:
- La política siempre debe ser considerada con las libertades civiles
- La política debe oponerse a la sobrerregulación del gobierno
- La política que ofrece incentivos racionales de libre mercado es la mejor opción

El documento fundacional del movimiento cypherpunk se escribió para comunicarle al Fondo Monetario Internacional, al Banco Mundial, a la Organización Mundial del Comercio, al Banco Internacional de Pagos, a la Organización de las Naciones Unidas, a la OCDE y los otros asistentes del Foro Económico Mundial que no podían regular la red.

## Defensores notables
- John Perry Barlow
- John Gilmore
- T. J. Rodgers